# Porzellanmanufaktur Lengsfeld

Porzellanwerk Lengsfeld – Mitte des 19. Jahrhunderts

Bodenmarkentafel

Die Porzellanmanufaktur Lengsfeld wurde 1889 in Lengsfeld (Großherzogtum Sachsen-Weimar-Eisenach, heute Stadtlengsfeld, Thüringen) gegründet.
Hergestellt wurden Tafel- und Kaffeeservice in einfacher und besserer Ausführung. Gebrauchsgeschirre wurden weiß und mit Dekor in Unterglasur ausgeführt, dazukamen indisch blaue Geschirre aller Art. Später wurde die Produktpalette durch Gebrauchsgeschirr aus Hartporzellan, Porzellan für Hotels und Gastronomie sowie Technische Keramik erweitert. Während der Inflation wurde Notgeld aus Porzellan gefertigt (1921).

## Geschichte

### Kaiserreich

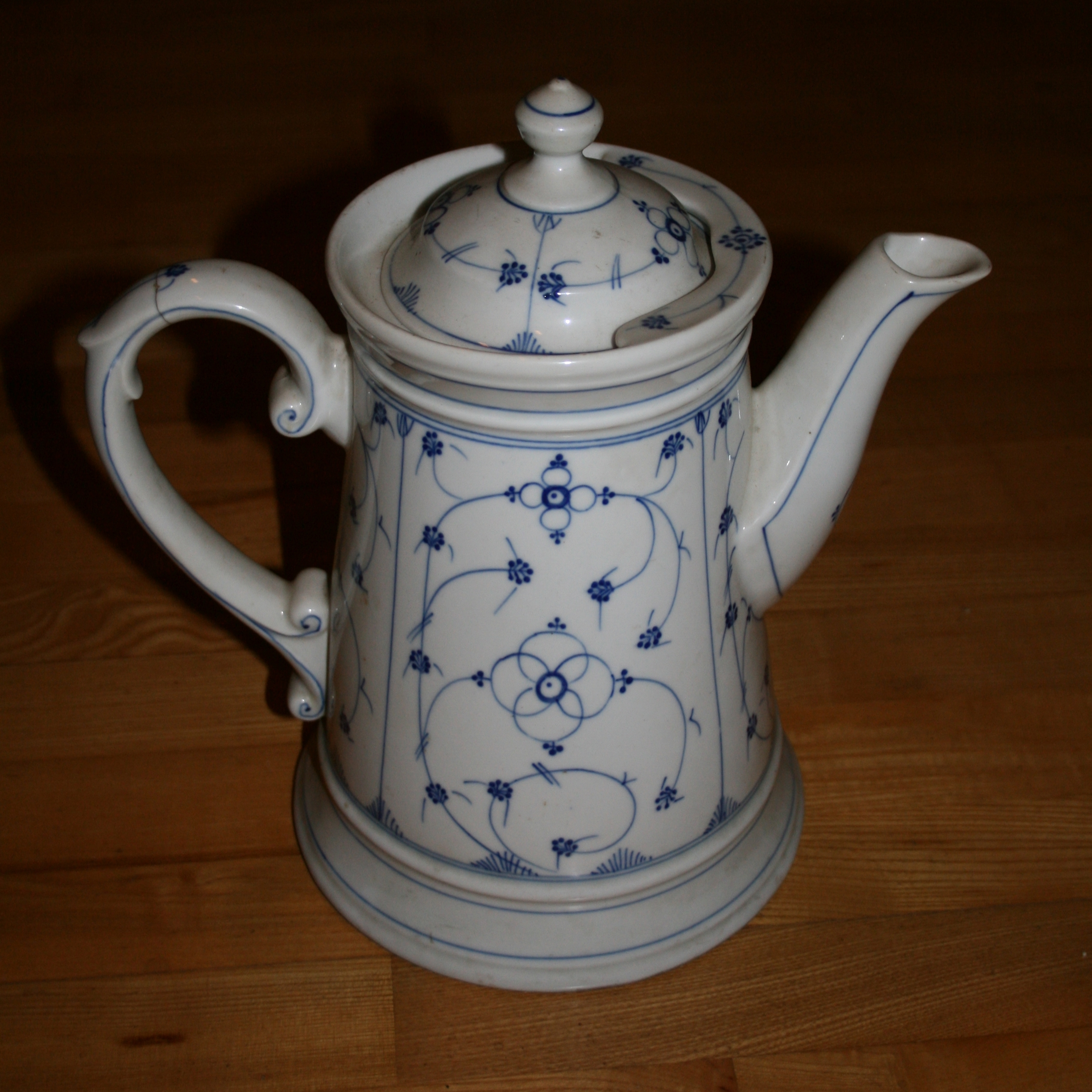
Kaffeekanne Form C, neukonisch, aus Stadtlengsfeld mit Strohhalmdekor

Lengsfeld wurde in der Nacht vom 26. auf den 27. Oktober 1878 durch ein Großfeuer fast völlig zerstört. Die Einwohnerzahl sank infolge des Brandes im Jahre 1878 auf einen historischen Tiefstand von 1200. Mit dem Bau der Felda-Bahn, eingeweiht 1879, gab es wieder Aussichten auf Besserung der Lebensverhältnisse.
Die Porzellanfabrik Stadtlengsfeld, Koch & Schnorr wurde am 20. August 1890 gerichtlich eingetragen. Ab Juni 1893 führte Hegemann die Exportfabrikation ein. Die ausschließlich für den Export vorgesehene Produktion erwies sich als unrentabel, so dass Koch und Schnorr 1895 verkauft wurde. Die Familie Carl Frisch übernahm die Manufaktur (Eintragung bei Gericht am 7. Februar 1896). Sofort danach erfolgte der Baubeginn für weitere Porzellanöfen und Erweiterungsbauten. Verbunden mit der Umbenennung des Ortes Lengsfeld im Jahre 1896 in Stadtlengsfeld, erfolgte auch die Verwendung einer Monogramm-Bodenmarke, bestehend aus den Buchstaben S und L, verwendet unter Haushaltsgeschirr, mit Strohhalmdekor.

Dekoration – Porzellanmalerei

Im Jahr 1900 brannten die Gebäude mit Druckerei, Packerei, Schmelze und Weißlager vollständig nieder und mussten neu errichtet werden.

Dekoration – Porzellanmalerei

Im September 1901 erfolgte eine Aussperrung der Arbeiter, anschließend wurde im Oktober 1901 der Konkurs eingeleitet. Der Besitzer Carl Frisch beging Suizid.

Auslieferung der Waren – um 1900

Am 13. Juni 1902 erfolgte die Konkursübernahme durch die Herren Büchner, Seiffert, Reuss und Beckmann. Für die neue Aktiengesellschaft Porzellanfabrik Stadtlengsfeld wurde Hans Grimm von der vorherigen Firma übernommen. Nach Niederlegung des Postens trat am 2. Juli 1902 Ludwig Ross an seine Stelle. Am 28. Januar 1903 wurde Wilhelm Schreiber Geschäftsführer. Am 4. Februar 1909 wurde die Fabrik von einem starken Hochwasser heimgesucht.
Der in den letzten Jahren aufgetretene Mangel an Betriebskapital kam 1911 mit allen Begleiterscheinungen zum Ausdruck. Durch das Verlustgeschäft beging auch Ludwig Hermann Suizid. Gramss war nun alleiniger Inhaber. Ein erneutes Hochwasser 1913 hatte wieder eine Einstellung der Porzellanfertigung zur Folge.
Ein Jahr später erhielten die Arbeiter wegen der Einbußen eine staatliche Unterstützung. Drei Jahre nach dem Hochwasser von 1913 überschwemmte ein erneutes Hochwasser nachts die Fabrik. Am 3. Januar 1919 brannte der Pferdestall vollständig ab. Bis 21. Juni wurde der Betrieb wegen Kohlemangels eingestellt. Zu Silvester erhielten die Arbeiter eine Teuerungszulage für den Lohnausfall. Im Mai wurden auf der Leipziger Messe Aufträge für 1 Million Reichsmark abgeschlossen.

### 1919 bis 1945

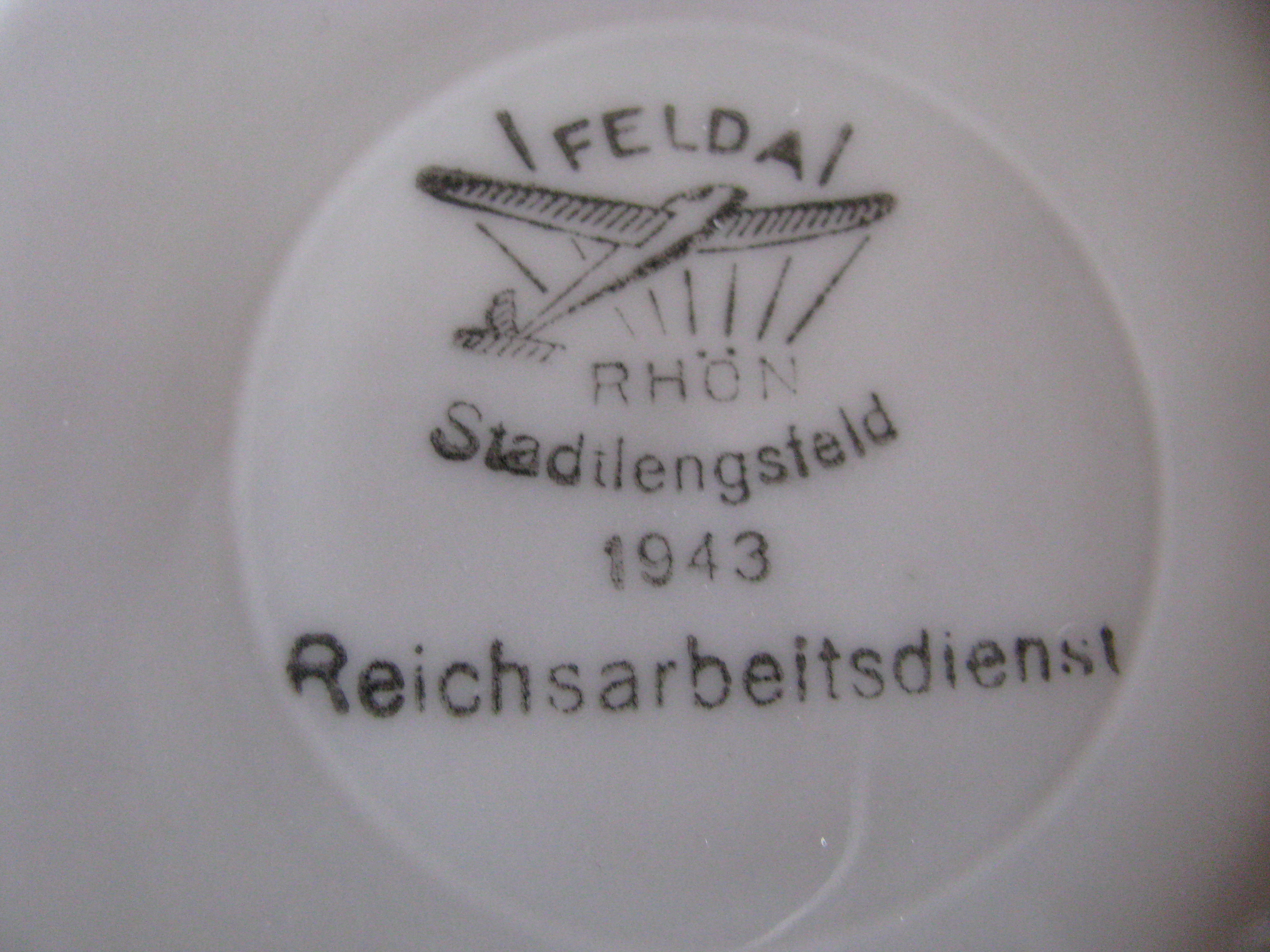
Bodenmarke von 1943 mit Zusatz Reichsarbeitsdienst

Am 15. März gab es einen Generalstreik infolge des Kapp-Putsches, welcher am 14. März in Berlin stattfand. Die Arbeit wurde am 22. März wiederaufgenommen. Durch die Inflation konnte nicht mehr genug Geld zur Verfügung gestellt werden, so produzierte die Porzellanmanufaktur Lengsfeld 1921 Ersatzgeld (Notgeld) aus Porzellan. Im gleichen Jahr wurden die Rangieranlage und die Isolatorenprüfstation fertiggestellt. Im darauffolgenden Jahr wurden die Akkumulatorenanlage erneuert und des Weiteren die Luftheizungsanlage eingebaut. Am 26. November 1924 wurde die Goldmarkbilanz genehmigt. Gut zwei Monate später erfolgte die Umstellung des Aktienkapitals 10 : 1. Das Grundkapital betrug 600.000 Goldmark. Der erste Versuch Braunkohle-Briketts (Michel-Briketts) statt Steinkohle beim Glattbrand zu verwenden, erfolgte am 16. Februar 1926.
Am 13. Juni 1927 feierte die Aktiengesellschaft 25-jähriges Bestehen. Vom 30. November bis 26. November fand die Werbewoche der Porzellanindustrie statt. Zu Silvester des gleichen Jahres wurden Brennversuche mit Michel-Briketts erfolgreich abgeschlossen. Vom 14. Januar bis 15. Januar 1928 löste Betriebsleiter Scharf Dipl. Ingenieur Gramss ab. Das Grundstück Nr. 61 vor dem Obertor wurde der Gemeinde Stadtlengsfeld übereignet. Am 3. Oktober wurde das Grundstück am Obertor vernichtet. Vom 15. bis 20. Oktober fand die „Reiche Porzellan Woche“ statt. Am 12. Juli 1929 wurde eine neue Isolatoren-Prüfmaschine aufgestellt. Am 1. Juli wurde in der Mädlerpassage ein neues Massemuster ausgestellt. Im November treten Betriebseinschränkungen infolge Auftragsmangels auf. Die Situation erfordert die Entlassung von 50 Arbeitern. Im Dezember muss Kurzarbeit festgesetzt werden. Nur vier der fünf Öfen war funktionstüchtig. Am 1. Juni 1930 wurde Herr Walter Luckhardt von Königszelt neuer Betriebsleiter. Aufgrund von Sparmaßnahmen wurden nur noch 3 Öfen pro Woche genutzt. Ab dem 1. September wurden Gehaltskürzungen von 10 % bzw. 15 % festgelegt. Umfirmierung von Porzellan Fabrik Lengsfeld AG zu Felda Porzellan später Felda Rhön Porzellan.
1934 wurde die seit Oktober 1932 bestehende Gehaltskürzung nach der Kündigung des Tarifs für die keramische Industrie in Selb bestätigt. Weiters wurde der Tarif für den Einzelhandel im Eisenacher Land eingeführt. Grund waren die Auswirkungen der Weltwirtschaftskrise. Der durch den vollständigen Ausbau der Feldabahn erforderliche Umbau des Anschlussgleises wird am 6. Mai 1935 mit dem Einbau der Drehscheibe beendet. Durch Postenniederlegung des Herrn Zimmermann nimmt Herr Truckenbrodt das Amt als alleiniger Gesellschafter an. 1944 brannte das Malerienhaus aus bisher unbekannten Gründen nieder. Im Dezember erfolgte eine Stilllegung wegen Kohlemangels. Zwischen Januar und Juni 1945 wurden die Renovierungsaufgaben und Aufbau des Brandschadens in der Malerei durchgeführt. Kriegsschäden und Demontagen hat der Betrieb nicht erlitten. Im Herbst wurde die Produktion mit 78 Beschäftigten aufgenommen. Der Betrieb kommt unter Sequestrier. Hauptaktionär Büchner ist bis Mai 1946 Treuhänder, sein Nachfolger ist Herr .
- 1946 Im Mai: Herr Götz ist neuer Treuhänder, 11. Mai: Übernahme in Landeseigentum am 11. August: Herr Hermann Götz wird Betriebsleiter.

Am 6. November des gleichen Jahres brannten der Lagerschuppen und die Laderampe ab. Die Ursache für den Brand wurde nie gefunden. Die Reparaturleistungen kosteten 360.000 Mark. Ingenieur Gramss leitet im April 1947 die Fabrik. Im Mai brannten der Kontor und das Lagergebäude ab, ebenfalls gab es keine Aufklärung der Ursache. Im Januar und Februar 1948 entstanden durch ein erneutes Hochwasser der Felda weitere Schäden am Gebäude.

### DDR-Kombinat
1949 waren sieben Rundöfen im Einsatz. Die Produktionsbedingungen sind von schwerer manueller Arbeit bei Hitze- und Staubeinwirkungen gekennzeichnet. Hans Joachim Döhring wird von 1950 bis 1955 als Betriebsleiter eingesetzt. Nach fünf Jahren wurde wiederum ein neuer Betriebsleiter, Rudolf Volger, eingesetzt. 1956 wurden Absauganlagen an den Rundöfen eingesetzt, woraus sich geringfügige Verbesserungen der Arbeitsbedingungen und eine Erhöhung des Ofenumschlages ergab.
Nach zwei Jahren, 1957, wurde Herr Gerhard Henniger als Betriebsleiter tätig. Er war wiederum zwei Jahre im Einsatz, als
Nachfolger wurde Herr Helmut Deisenroth bestimmt. Der Einbau eines Kreisförderers, der alle Rohabteilungen miteinander verbindet, stellte die größte Arbeitserleichterung dieser Zeit dar.
Seit 1963 werden zusätzlich Werksleiter eingesetzt. Als erster Werksleiter wurde Herr Ernst Roland bestimmt. 1967 wurden große Teile der Porzellanfabrik durch ein Großfeuer vernichtet. Die Fabrik wurde rekonstruiert und erweitert. Am 5. Januar kam es aus ungeklärten Gründen im Werk zu einem Großbrand. Betroffen wurden die Gießerei, Formgießerei, Glasiererei, Teile des Brennhauses und Einrichterei. Es entstand ein geschätzter Schaden von 300.000 Mark. Am 19. Mai brannte es erneut im Werk, wobei Brandstiftung vermutet wurde.
1969 wurde das Kombinat Colditz gegründet, welchem die Betriebe Colditz, Freiberg, Annaburg, Lettin, Weißwasser und Stadtlengsfeld angehörten. Dabei wurde das Werk rekonstruiert. Ende 1969 wird mit der Geländeregulierung zum Bau einer neuen Produktionshalle mit einem Wertumfang von 44,2 Mio. Mark begonnen. Bei laufender Produktion wird 1970 das Automatisierungsvorhaben realisiert. Projektierung, Bau und Inbetriebnahme gingen gleitend ineinander über. Am 12. Juni wurde der erste Tunnelofen gezündet. Zwei Jahre nach Inbetriebnahme wurde Porzellan in vier erdgasbeheizten Tunnelöfen gebrannt. Die Beschäftigtenzahl stieg bis Ende 1989 auf fast 700 Arbeiter. 1968 wohnen in Stadtlengsfeld 2748 Menschen. Die Beschäftigungszahl hat sich von 330 Arbeitern auf 570 erhöht. Wesentlich verbesserte Arbeitsbedingungen, modernste Technik und effektivere Produktionsverfahren prägten das Bild des Betriebes. 1973 wurde eine Freihalle für die Lagerwirtschaft errichtet. Im gleichen Jahr wurde das Gas- und Öl-Heizhaus in Betrieb genommen. Im darauffolgenden Jahr wurde eine neue Masseaufbereitung-Lösehalle in Betrieb genommen. Sand und Feldspat wurden erstmals direkt bezogen und verarbeitet. Eberhard Klug verließ 1976 die Fabrik, neuer Werksdirektor wurde Helmut Börner. Von 1969 bis 1977 verdoppelte sich die Beschäftigtenzahl. Es wurden an den Werkstraßen umfangreiche Baumaßnahmen durchgeführt. Dabei wurden neue Werkseingänge und Gehwege geschaffen.
In Eigeninitiative wurde 1978 die Halle für den Einsinkfarbofen geschaffen. Bereits ein Jahr später begann der Bau und der Einsinkfarbofen wurde in Betrieb genommen. 1980 wurden zwei Henkelverputz- und Schneidanlagen in Betrieb genommen. Das diente zur Erleichterung von komplizierten Handarbeiten. Die Vollwandrahmenhalle wurde 1981 errichtet.
Ein Jahr später wurde Hartmut Kunath als Werksdirektor eingesetzt. 1983 wurde das Anschlussgleis rekonstruiert und erweitert. Ebenfalls wurde ein neues Rohbraunkohleheizhaus gebaut, welches eine vollständige Heizölablösung besaß. 1989 brach das SED-Regimes zusammen. Zu diesem Zeitpunkt gab es 680 Beschäftigte. Im gleichen Jahr wurde eine Kleinteilgießmaschine mit rotierendem Einguss eingesetzt.

### Nach der Wiedervereinigung

Letzte verwendete Bodenmarke – Lengsfeld Porzellan

Die Porzellanmanufaktur Lengsfeld trennte sich im Jahre 1990 vom Unternehmen Graf von Henneberg Porzellan Ilmenau und wurde an die Treuhand in Suhl übergeben. 1991 wurden an zwei Druckgussmaschinen die Kompressorenanlage mit zwei Schraubkompressoren erneuert. Dabei wurde auch das Abwasser-Kläranlage System Kronenberger aufgebaut. Die Beschäftigungszahl sank auf 300 Personen. Im August 1992 wurde die Firma Rhön Porzellan GmbH vom Schweizer Unternehmer Robert Käppeli umbenannt in Firma Lengsfeld Rhön Porzellan GmbH. Herr Rathke wurde als Geschäftsführer eingesetzt. Ein Jahr später spaltete sich die eigenständige Tochterfirma SRI Keramik GmbH ab. Ab Juli wurde Erich J. Bruckert als Vertriebsleiter im Bereich Marketing tätig.
Die Verlegung der Henkelgießerei und des Henkelputzraums in die Shed-Halle wurde 1994 durchgeführt.
1995 wurde die Formgießerei vom Altbau in die Shed-Halle verlagert. Erich J. Bruckert verließ das Unternehmen auf eigenen Wunsch. Im Jahre 1996 wurde die Porzellan-Rohmasse fertig bezogen, es gibt keine Aufbereitung der keramischen Rohstoffe mehr. Ebenfalls wurde im gleichen Jahr die Lösehalle stillgelegt. Die Beschäftigungszahl sinkt auf 90 Mitarbeiter.
1997 wurden Bilderlager und Mustermalerei in die Shed-Halle verlagert.
Ende Januar 1998 wurde der letzte Brand mit Tunnelofen gemacht. Am 1. Februar wurde der neue Kammerofen gezündet. Am 6. Oktober wurde die Verkaufsstelle verlegt. An diesem Tag legten alle 75 Beschäftigten sowie die der Tochterfirma SRI Keramik GmbH mit 6 Beschäftigten die Arbeit nieder. Die Gesamtvollstreckung begann am 1. Dezember. Als Sequester wurde Michael Jaffé eingesetzt.

## Nachfolgebetrieb Gilitzer
Erich J. Beickert gründete 1999 die Gilitzer Porzellan-Manufaktur GmbH am Altstandort Stadtlengsfeld neu. Die Produktion wurde aufgrund umfangreicher Umbaumaßnahmen vorübergehend ausgelagert. Die Neuzündung des Ofens wurde am 11. Oktober 1999 getätigt. Das neue Unternehmen dient als Zulieferung für deutsche Porzellan- und Glashersteller. 2003 wurden Investitionen in maschinelle Dekoranlagen, Buntdruckheißübertragungsanlage, Bänder und Liniermaschinen, CNC-gesteuerte Gravuranlagen getätigt. Gilitzer übernahm die Lichte-Wallendorf GmbH 2005, unter deren Dach sie nun firmiert.